# Cerro de las Ovejas
El cerro de las Ovejas es una montaña del centro de la Argentina, perteneciente a las sierras de Comechingones, un subsistema orográfico de las sierras Grandes, que están incluidas en las Sierras Pampeanas. Destaca por ser el punto más elevado de la provincia de San Luis.

## Características generales
Este cerro está localizado en el extremo nordeste de la provincia de San Luis, en el departamento Junín (sector sudoeste). Se encuentra al nordeste de la ciudad sanluiseña de Merlo, al este de la localidad de Piedras Blancas. Forma el límite interprovincial con la provincia de Córdoba (centro-oeste provincial), correspondiéndole a esta porciones pertenecientes a dos departamentos: la sección noroeste al departamento San Javier, mientras que las partes nordeste, este y sudeste le corresponden al de Calamuchita.

### Orografía e hidrología
La falda occidental del encadenamiento en que se encuentra este cerro posee un relieve abrupto, drenando su escorrentía mediante el arroyo El Molino hacia el valle de Traslasierra, dentro de una cuenca de características endorreicas. Al oriente, en cambio, la pendiente es más suave, corriendo las vertientes hacia el valle de Calamuchita, formando la alta cuenca del río Tercero, el cual, fluyendo en el sentido oeste-este, alimenta indirectamente al río Paraná, principal colector de la cuenca del Plata.

### Clima
Su clima es de tierra fría media, próximo a la transición con el pampeano monzónico hacia el este y el subtropical continental por el oeste. Las precipitaciones son estivales y fundamentalmente del tipo orográficas; acumulan alrededor de 700 mm anuales; en el invierno caen en forma de nieve.

### Geología
Geológicamente este cerro tiene un origen precámbrico. Sus suelos se categorizan entre los haplustoles someros, mientras que la estructura lítica del basamento se compone de migmatitas, gneises y esquistos micáceos, con calizas cristalinas y anfibolitas, un tipo de roca metamórfica. También se presentan cuerpos tabulares de una roca ígnea: la pegmatita granítica (del tipo berilo), constituyendo el extremo austral del “distrito Comechingones” de la “provincia pegmatítica pampeana”, que se extiende desde esta cumbre hacia el norte hasta la latitud del cerro Champaquí, en la Pampa de Achala.

### Características biológicas
Ecorregionalmente se corresponde con la ecorregión terrestre de sabanas chacoserranas.
Fitogeográficamente los pastizales y arbustos que cubren esta sierra se corresponden con el distrito fitogeográfico chaqueño serrano de la provincia fitogeográfica chaqueña.

## Singularidad
Con una altitud de 2297 m s. n. m., el cerro de las Ovejas constituye el punto más alto de la provincia de San Luis.
Anteriormente se le asignaban desde 2260 hasta 2350 m s. n. m., según referencias del catastro de San Luis y de la antigua cartografía del Instituto Geográfico Nacional (IGN).
El cerro de las Ovejas es bastante más elevado que el cerro Retama (de unos 2213 m s. n. m.), ubicado en las sierras de San Luis, pico al cual tradicionalmente se le asignaba esa cualidad, y es algo más alto que el cerro Divisadero (de 2235 m s. n. m.), el cual se localiza 5 kilómetros al sursudeste del cerro de las Ovejas.
En mayo de 2014 miembros del Club Andino San Luis realizaron la ubicación con precisión, medición y señalización del Cerro de las Ovejas para no dejar dudas en ninguno de estos aspectos.

## Acceso
El modo más simple de llegar a su cumbre es subir desde la ciudad de Merlo por ruta asfaltada hasta alcanzar la divisoria de aguas en el paraje El Filo (2100 m s. n. m.), y desde allí continuar unos 10 km hacia el norte por una senda para vehículos todo terreno.